# Bernard Bulbwa
Bernard Bulbwa est un footballeur nigérian né le 11 octobre 1996. Il évolue au poste de ailier à Al-Nahda Club.

## Biographie
Le 22 mars 2015, il inscrit le but victorieux pour l'équipe du Nigeria des moins de 20 ans face au Sénégal en finale de la Coupe d'Afrique des nations junior. 
Il participe dans la foulée avec l'équipe du Nigeria à la Coupe du monde des moins de 20 ans 2015 organisée en Nouvelle-Zélande. Lors du mondial, il joue trois matchs.

## Carrière
- Depuis 2015 : Espérance sportive de Tunis ( Tunisie)

## Palmarès
- Vainqueur de la Coupe d'Afrique des nations junior en 2015 avec l'équipe du Nigeria
- Vainqueur de la Coupe de Tunisie en 2016
- Championnat de Tunisie en 2017